# Thurston Hall
Thurston Hall (Boston, 10 maggio 1882 – Beverly Hills, 20 febbraio 1958) è stato un attore statunitense.

## Biografia
Hall iniziò la carriera di attore sui palcoscenici di Broadway, recitando in pièce quali Mrs. Wiggs of the Cabbage Patch, Ben Hur, Mourning Becomes Electra.
Attivo sugli schermi cinematografici fin dal 1915 quando iniziò ad apparire sullo schermo nei cortometraggi della Lubin Manufacturing Company, nella sua lunga carriera di interprete caratterista gli vennero affidati prevalentemente ruoli di banchiere, uomo d'affari, politico.
Hall fu attivo anche in televisione, dove lo si ricorda principalmente per il ruolo di Mr. Schuyler, il principale del protagonista Cosmo Topper (Leo G. Carroll) nella serie televisiva Topper, in onda dal 1953 al 1955.

## Filmografia parziale

### Cinema
- The Earl's Adventure (1915)
- A Day of Havoc, regia di Joseph Kaufman - cortometraggio (1915)
- The Deception, regia di Joseph Kaufman - cortometraggio (1915)
- The Mirror, regia di Joseph Kaufman (1915)
- In Spite of Him, regia di Joseph Kaufman (1915)
- Think Mothers, regia di Joseph Kaufman (1915)
- Sweeter Than Revenge
- Persistency
- Cleopatra, regia di J. Gordon Edwards (1917)
- The Price Mark, regia di Roy William Neill (1917)
- Love Letters, regia di R. William Neill (1917)
- Flare-Up Sal, regia di Roy William Neill (1918)
- An Alien Enemy, regia di Wallace Worsley (1918)
- Tyrant Fear, regia di Roy William Neill (1918)
- The Mating of Marcella, regia di Roy William Neill (1918)
- The Kaiser's Shadow (o The Kaiser’s Shadow; or, The Triple Cross), regia di Roy William Neill (1918)
- We Can't Have Everything (1918)
- The Brazen Beauty, regia di Tod Browning (1918)
- The Squaw Man, regia di Cecil B. DeMille (1918)
- The Midnight Patrol, regia di Irvin Willat (1918)
- Who Will Marry Me? , regia di Paul Powell (1919)
- The Exquisite Thief (1919)
- The Unpainted Woman (1919)
- The Weaker Vessel
- The Spitfire of Seville
- Empty Arms
- The Valley of Doubt
- Mother Eternal
- Idle Hands
- Il trionfo del lavoro (The Iron Trail), regia di Roy William Neill (1921)
- Fair Lady (1922)
- Wildness of Youth (1922)
- The Royal Oak (1923)
- The Great Well (1924)
- Absent Minded
- Il re dell'Opera (Metropolitan) (1935)
- Sulle ali della canzone (Love Me Forever) (1935)
- Il mistero della camera nera (The Black Room) (1935)
- The Public Menace (1935)
- A Feather in Her Hat (1935)
- Desiderio di re (The King Steps Out) (1936)
- L'uomo che visse due volte (The Man Who Lived Twice), regia di Harry Lachman (1936)
- L'adorabile nemica (Theodora Goes Wild) (1936)
- Trapped by Television, regia di Del Lord (1936)
- Venus Makes Trouble (1937)
- It Can't Last Forever (1937)
- C'è sotto una donna (There's Always a Woman) (1938)
- The Affairs of Annabel (1938)
- Campus Confessions (1938)
- L'alfabeto dell'amore (Going Places) (1938)
- You Can't Cheat an Honest Man (1939)
- Morire all'alba (Each Dawn I Die) (1939)
- Million Dollar Legs (1939)
- Dancing Co-Ed (1939)
- Il primo bacio (First Love), regia di Henry Koster (1939)
- Hawaiian Nights, regia di Albert S. Rogell (1939)
- The Great McGinty (1940)
- La città del peccato (City for Conquest) (1940)
- The Lone Wolf Meets a Lady (1940)
- Friendly Neighbors (1940)
- La donna invisibile (The Invisible Woman), regia di A. Edward Sutherland (1940)
- La grande menzogna (The Great Lie), regia di Edmund Goulding (1941)
- Anime allo specchio (She Knew All the Answers) (1941)
- Secrets of the Lone Wolf (1941)
- Scandalo premeditato (Design for Scandal) (1941)
- Pacific Blackout (1941)
- The Great Man's Lady (1942)
- Counter-Espionage (1942)
- Sherlock Holmes in Washington (1943)
- Questa terra è mia (This Land Is Mine) (1943)
- Il signore in marsina (I Dood It) (1943)
- Wilson (1944)
- Gianni e Pinotto in società (In Society) (1944)
- Due pantofole e una ragazza (Lady on a Train) (1945)
- Milioni in pericolo (Brewster's Millions) (1945)
- La bella avventura (West of the Pecos) (1945)
- Colonel Effingham's Raid (1946)
- California Express (Without Reservations) (1946)
- La moglie celebre (The Farmer's Daughter) (1947)
- Sogni proibiti (The Secret Life of Walter Mitty) (1947)
- Il lutto s'addice ad Elettra (Mourning Becomes Electra) (1947)
- The Son of Rusty (1947)
- L'uomo dei miei sogni (It Had to Be You) (1947)
- S.O.S. jungla! (Miraculous Journey), regia di Sam Newfield (1948)
- Rim of the Canyon (1949)
- Minnesota (Woman of the North Country), regia di Joseph Kane (1952)
- It Grows on Trees (1952)
- Nevada Express (Carson City) (1952)
- Spettacolo di varietà (The Band Wagon), regia di Vincente Minnelli (1953)

### Televisione
- Gianni e Pinotto (The Abbott and Costello Show) – serie TV, episodi 1x24-2x17 (1953-1954)
- Topper – serie TV, 42 episodi (1953-1955)
- TV Reader's Digest – serie TV, episodio 2x32 (1956)
- Men of Annapolis – serie TV, episodio 1x30 (1957)
- Corky, il ragazzo del circo (Circus Boy) – serie TV, episodio 2x06 (1957)
- Maverick – serie TV, episodio 1x20 (1958)